# مسابقات باشگاهی قهرمانی اقیانوسیه ۲۰۰۶
مسابقات باشگاهی قهرمانی اقیانوسیه ۲۰۰۶ پنجمین دوره از مسابقات باشگاهی قهرمانی اقیانوسیه بود که توسط کنفدراسیون فوتبال اقیانوسیه (اواف‌سی) برگزار شد و آخرین تورنمنت قبل از تغییر نام آن به لیگ قهرمانان اقیانوسیه بود. دور مقدماتی در پارک گویند در با، فیجی، از ۶ فوریه تا ۱۰ فوریه ۲۰۰۶ برگزار شد و رقابت اصلی از ۱۰ تا ۲۱ مه ۲۰۰۶ در ورزشگاه نورث هاربر در آلبانی، نیوزیلند برگزار شد.
این مسابقات اولین تورنمنت در نوع خود بود که نماینده‌ای از استرالیا در آن شرکت نداشت. به دلیل انتقال این کشور به کنفدراسیون فوتبال آسیا، این اولین تورنمنتی بود که تیمی از استرالیا قهرمان نشد.
خروج استرالیا از اواف‌سی به این معنی بود که جواز حضور در جام باشگاه‌های جهان ۲۰۰۶ زیر سؤال رفته بود. در مارس ۲۰۰۶ گزارش شد که قهرمان اقیانوسیه باید یک مسابقه مقدماتی را در برابر قهرمان جی‌لیگ برای حضور در رقابت‌های اصلی انجام دهد. با این حال، در اواخر همان ماه، اعلام شد که سپ بلاتر، رئیس فیفا نتوانسته‌است حمایت لازم را برای قالب جدید دریافت کند و در نتیجه اقیانوسیه به‌طور مستقیم به جام باشگاه‌های جهان ۲۰۰۶ وارد شد. سال بعد فیفا این قالب را عوض کرد.
اوکلند سیتی از نیوزیلند، با شکست پیرائه از تاهیتی، قهرمان مسابقات شد.

## شرکت کنندگان
| انجمن                 | تیم                 | نحوه صعود                                           |
| ورود از مرحله گروهی   | ورود از مرحله گروهی | ورود از مرحله گروهی                                 |
| --------------------- | ------------------- | --------------------------------------------------- |
| کالدونیای جدید        | مجنتا               | قهرمان سوپر لیگ کالدونیای جدید ۰۵–۲۰۰۴              |
| نیوزیلند              | اوکلند سیتی         | قهرمان مسابقات قهرمانی فوتبال نیوزیلند ۰۶–۲۰۰۵      |
| نیوزیلند              | یانگ‌هارت ماناواتو   | نایب قهرمان مسابقات قهرمانی فوتبال نیوزیلند ۰۶–۲۰۰۵ |
| پاپوآ گینه نو         | سوبو                | قهرمان مسابقات قهرمانی ملی پاپوآ گینه نو ۲۰۰۶       |
| جزایر سلیمان          | ماریست              | قهرمان مسابقات قهرمانی ملی جزایر سلیمان ۲۰۰۶        |
| تاهیتی                | پیرائه              | قهرمان لیگ ۱ تاهیتی ۰۵–۲۰۰۴                         |
| وانواتو               | تافئا               | قهرمان سوپر لیگ ملی وانواتو ۲۰۰۵                    |
| ورود از مرحله مقدماتی |                     |                                                     |
| ساموآی آمریکا         | پانسا               | قهرمان لیگ سنیور ساموآی آمریکا ۲۰۰۵                 |
| جزایر کوک             | نیکائو سوکاتاک      | قهرمان لیگ برتر جزایر کوک ۲۰۰۵                      |
| فیجی                  | نوکیا ایگلز         | قهرمان لیگ برتر فیجی ۲۰۰۶                           |
| ساموآ                 | توانایموتو بریز     | قهرمان لیگ ملی ساموآ ۲۰۰۵                           |
| تونگا                 | لوتوهاآپای          | قهرمان لیگ برتر تونگا ۲۰۰۵                          |

نکات
1. ↑  پانسا از مسابقات کنار کشید.

## مرحله مقدماتی
| تیم             | بازی | برد | مساوی | باخت | گل زده | گل خورده | گل تفاضل | امتیاز |
| --------------- | ---- | --- | ----- | ---- | ------ | -------- | -------- | ------ |
| نوکیا ایگلز     | ۳    | ۲   | ۱     | ۰    | ۷      | ۲        | ۵+       | ۷      |
| توانایموتو بریز | ۳    | ۱   | ۱     | ۱    | ۴      | ۴        | ۰        | ۴      |
| لوتوهاآپای      | ۳    | ۱   | ۱     | ۱    | ۵      | ۷        | ۲−       | ۴      |
| نیکائو سوکاتاک  | ۳    | ۰   | ۱     | ۲    | ۲      | ۵        | ۳−       | ۱      |

| لوتوهاآپای | ۱–۵   | نوکیا ایگلز                                                |
| ---------- | ----- | ---------------------------------------------------------- |
| وایهو ۳۱'  | گزارش | تامانیسائو ۱۷' · ناواتو ۴۱' · دوگوکا ۵۹' · سابوتو ۸۱'، ۸۸' |

| نیکائو سوکاتاک | ۱–۲   | توانایموتو بریز    |
| -------------- | ----- | ------------------ |
| تیسام ۱۵'      | گزارش | فائایواسو ۷۲'، ۷۷' |

| نیکائو سوکاتاک  | ۱–۳   | لوتوهاآپای                             |
| --------------- | ----- | -------------------------------------- |
| استیو ویلیس ۱۰' | گزارش | مولا ۵۴' · ماکاسینی ۶۱' · اوهاتاهی ۶۷' |

| نوکیا ایگلز                    | ۲–۱   | توانایموتو بریز |
| ------------------------------ | ----- | --------------- |
| تامانیسائو ۵۵' · بولایتوگا ۷۷' | گزارش | فائایواسو ۲۷'   |

| لوتوهاآپای   | ۱–۱   | توانایموتو بریز |
| ------------ | ----- | --------------- |
| اوهاتاهی ۸۵' | گزارش | ایسائو ۳۲'      |

| نوکیا ایگلز | ۰–۰   | نیکائو سوکاتاک |
| ----------- | ----- | -------------- |
|             | گزارش |                |

## مرحله گروهی
هشت تیم باقی مانده به دو گروه تقسیم شدند که هر تیم یک بار با تیم‌های دیگر بازی می‌کند. دو تیم برتر هر گروه به نیمه نهایی راه می‌یابند. دور اول در آلبانی، نیوزیلند برگزار شد.

### گروه A
| تیم         | بازی | برد | مساوی | باخت | گل زده | گل خورده | گل تفاضل | امتیاز |
| ----------- | ---- | --- | ----- | ---- | ------ | -------- | -------- | ------ |
| اوکلند سیتی | ۳    | ۳   | ۰     | ۰    | ۱۱     | ۱        | ۱۰+      | ۹      |
| پیرائه      | ۳    | ۲   | ۰     | ۱    | ۱۷     | ۲        | ۱۵+      | ۶      |
| ماریست      | ۳    | ۱   | ۰     | ۲    | ۹      | ۱۴       | ۵−       | ۳      |
| سوبو        | ۳    | ۰   | ۰     | ۳    | ۱      | ۲۱       | ۲۰−      | ۰      |

| ماریست | ۱–۱۰ | پیرائه |
| ------ | ---- | ------ |
|        |      |        |

| اوکلند سیتی | ۷–۰ | سوبو |
| ----------- | --- | ---- |
|             |     |      |

| اوکلند سیتی | ۳–۱ | ماریست |
| ----------- | --- | ------ |
|             |     |        |

| پیرائه | ۷–۰ | سوبو |
| ------ | --- | ---- |
|        |     |      |

| سوبو | ۱–۷ | ماریست |
| ---- | --- | ------ |
|      |     |        |

| پیرائه | ۰–۱ | اوکلند سیتی |
| ------ | --- | ----------- |
|        |     |             |

### گروه B
| تیم               | بازی | برد | مساوی | باخت | گل زده | گل خورده | گل تفاضل | امتیاز |
| ----------------- | ---- | --- | ----- | ---- | ------ | -------- | -------- | ------ |
| یانگ‌هارت ماناواتو | ۳    | ۱   | ۲     | ۰    | ۸      | ۵        | ۳+       | ۵      |
| نوکیا ایگلز       | ۳    | ۱   | ۱     | ۱    | ۶      | ۳        | ۳+       | ۴      |
| تافئا             | ۳    | ۱   | ۱     | ۱    | ۴      | ۷        | ۳−       | ۴      |
| مجنتا             | ۳    | ۱   | ۰     | ۲    | ۱      | ۴        | ۳−       | ۳      |

| مجنتا | ۰–۱ | تافئا |
| ----- | --- | ----- |
|       |     |       |

| نوکیا ایگلز | ۲–۲ | یانگ‌هارت ماناواتو |
| ----------- | --- | ----------------- |
|             |     |                   |

| مجنتا | ۰–۳ | ماناواتو |
| ----- | --- | -------- |
|       |     |          |

| تافئا | ۰–۴ | نوکیا ایگلز |
| ----- | --- | ----------- |
|       |     |             |

| تافئا | ۳–۳ | یانگ‌هارت ماناواتو |
| ----- | --- | ----------------- |
|       |     |                   |

| نوکیا ایگلز | ۰–۱ | مجنتا |
| ----------- | --- | ----- |
|             |     |       |

## مرحله حذفی

### نیمه نهایی
| اوکلند سیتی                                                                            | ۹–۱   | نوکیا ایگلز |
| -------------------------------------------------------------------------------------- | ----- | ----------- |
| سایکس ۳۷' · سیمان ۵۲' · جردن ۵۵' · یانگ ۶۱', ۶۲' · هین ۶۸' · بونس ۸۴' · لیتل ۸۹', ۹۰'+ | گزارش | تیوا ۱۷'    |

| یانگ‌هارت ماناواتو | ۱–۲   | پیرائه            |
| ----------------- | ----- | ----------------- |
| توتوری ۶۱'        | گزارش | همائه ۱' · بنت ۸' |

### رده‌بندی
| نوکیا ایگلز | ۰–۴   | یانگ‌هارت ماناواتو |
| ----------- | ----- | ----------------- |
|             | گزارش | توتوری · مائه‌مائه |

### فینال
| اوکلند سیتی            | ۳–۱   | پیرائه        |
| ---------------------- | ----- | ------------- |
| جردن ۲۳'، ۴۱'، ۶۳' (پ) | گزارش | فائایواسو ۸۴' |

اوکلند سیتی قهرمان مسابقات باشگاهی قهرمانی اقیانوسیه ۲۰۰۶ شد و به جام باشگاه‌های جهان ۲۰۰۶ صعود کرد.